# Epiplema hyperbolica
Epiplema hyperbolica är en fjärilsart som beskrevs av Swinhoe 1885. Epiplema hyperbolica ingår i släktet Epiplema och familjen Uraniidae. Inga underarter finns listade i Catalogue of Life.